# 장동건의 백투더북스
《장동건의 백투더북스》는 대한민국의 방송사인 교양 텔레비전 프로그램이다.

## 기획 의도
장동건과 세계의 명문 서점을 찾아가는 특별한 프로그램이다.

## 방송 일정
| 방송 채널 | 방송 기간                           | 방송 시간                       | 비고 |
| --------- | ----------------------------------- | ------------------------------- | ---- |
| JTBC      | 2019년 10월 29일 ~ 2019년 11월 19일 | 화요일 밤 11시 ~ 12시           |      |
| TV조선    | 2022년 3월 20일 ~ 2022년 4월 10일   | 일요일 밤 10시 30분 ~ 11시 40분 |      |
| TV조선    | 2023년 11월 12일 ~ 2023년 12월 3일  | 일요일 밤 9시 10분 ~ 10시 30분  |      |

## 출연진
- 장동건

## 에피소드 목록

### 시즌 1 (2019년)
| 회차 | 방송일    | 부제 (서브 타이틀)         | 국기 이름      | 비고 |
| ---- | --------- | -------------------------- | -------------- | ---- |
| 1회  | 10월 29일 | 나의 아름다운 연인, 센핑   | 중화인민공화국 |      |
| 2회  | 11월 5일  | 셰익스피어 인 파리         | 프랑스         |      |
| 3회  | 11월 12일 | 평화의 상실, 크레용 하우스 | 일본           |      |
| 4회  | 11월 19일 | 서점, 그 이상의 서점       | 대한민국       |      |

### 시즌 2 (2022년)
| 회차 | 방송일   | 부제 (서브 타이틀)       | 국기 이름  | 비고 |
| ---- | -------- | ------------------------ | ---------- | ---- |
| 1회  | 3월 20일 | 천국의 서점 도미니카넌   | 네덜란드   |      |
| 2회  | 3월 27일 | 서점, 영원한 숨결을 얻다 | 영국       |      |
| 3회  | 4월 3일  | 오래된 책의 정원에서     | 오스트리아 |      |
| 4회  | 4월 10일 | 신화의 땅, 인문학의 꽃   | 그리스     |      |

### 시즌 3 (2023년)
| 회차 | 방송일    | 부제 (서브 타이틀)      | 국기 이름  | 비고 |
| ---- | --------- | ----------------------- | ---------- | ---- |
| 1회  | 11월 12일 | 바벨의 도서관을 찾아서  | 아르헨티나 |      |
| 2회  | 11월 19일 | 뉴욕 드리고 숲속의 서점 | 미국       |      |
| 3회  | 11월 26일 | 두너강과 이야기 천국    | 헝가리     |      |
| 4회  | 12월 3일  | 서점의 진화             | 중화민국   |      |

## 출판
- 〈장동건의 백 투 더 북스〉 ISBN 9791197684609

## 참고 사항
- 2020년 코로나바이러스 우려로 JTBC 편성 불발되었다가, 2022년 TV조선으로 편성 변경하였다.